# Карта (мифология)
Ка́рта — одна из богинь судьбы в латышской и литовской мифологии, наряду с Лаймой и Деклой. Они или выступают вместе или чередуются. Может использоваться как эпитет Лаймы, однако более распространена версия, что Лайма — богиня счастья, а Декла и Карта — богини судьбы, аналоги скандинавских норн или древнегреческих мойр. Имя богини может быть связано с латышским kart («вещать»), в смысле предречения судьбы.